# Brando, Haute-Corse
Brando là một xã ở tỉnh Haute-Corse trên đảo Corse, Pháp. Xã này có diện tích 22,22 km², dân số năm 1999 là 1527 người. Khu vực này có độ cao 300 mét trên mực nước biển.